# (89956) Leibacher
(89956) Leibacher (2002 LJ5) – planetoida z pasa głównego asteroid okrążająca Słońce w ciągu 5,64 lat w średniej odległości 3,17 j.a. Odkryta 6 czerwca 2002 roku.